# Луговики (Лубенський район)
Луговики́ — село в Україні, у Чорнухинській громаді Лубенського району Полтавської області, колишній центр сільської Ради, якій було підпорядковане село Бубни.

## Географія
Село Луговики знаходиться на березі річки Многа, вище за течією на відстані 2 км розташоване село Бубни, нижче за течією на відстані 1 км розташоване село Липове. Поруч проходить автомобільна дорога Р60.

## Історія
Засноване у першій половині XVII ст. На поч. 18 ст. стали власністю полкового судді та полкового писаря. Поміщики Савицькі володіли маєтностями в Луговиках з початку XIX століття. Вони досить багато зробили для розвитку села. Дерев'яна Успенська церква була побудована в 1842 році коштом Олексія СеменовичаСавицького.  За Савицьких в селі працювала велика економія. Тут в 1891 р. заклали дослідне поле тютюну. У 1905 році економія вже мала телефонний зв'язок. Віктор Олексійович та Станіслав Людвигович Савицькі були співзасновниками Лохвицького товариства сільських господарів.
За переписом 1859 у Луговиках Лохвицького пов.— 234 двори, 1321 ж., дерев. Успенська церква. При церкві діяли бібліотека та школа. У 1900 в селі — 264 двори, 1593 ж.; у 1910 (разом з хут. Байківщина) — 314 дворів, 1914 ж.
Радянська окупація розпочалась у 1918 році.
1921 ств. с.-г. артіль. За переписом 1923 в Луговиках Чорнухинського р-ну Лубенського округу — 1245 ж.; у 1926—421 двір, 2121 ж.
Під час проведеного радянською владою Голодомору 1932—1933 років померло щонайменше 249 жителів села.
У період нім.-нацист. окупації (17. IX 1941— 18.IX 1943) гітлерівці розстріляли трьох жителів села, вивезли на примусові роботи до Німеччини 172 чол. У 1955 начелення становило 2000 осіб.
У селі — колгосп «Ленінський шлях» (рослинницько-тваринницького напряму), відділення зв'язку, АТС, неповна с. ш., фельдшер.-акушер, пункт, дитсадок, клуб на 200 місць, бібліотека (10,5 тис. од. зб.). Населення 618 ж (1990).
На грудень 2008 року населення становило близько 400 осіб.

## Населення

### Мова
Розподіл населення за рідною мовою за даними :
| Мова            | Кількість | Відсоток |
| --------------- | --------- | -------- |
| українська      | 484       | 96.41%   |
| російська       | 13        | 2.59%    |
| румунська       | 2         | 0.40%    |
| інші/не вказали | 3         | 0.60%    |
| Усього          | 502       | 100%     |

## Соціальні об'єкти і прикметні місця
Від маєтку Савицьких зберігся флігель — пам'ятка архітектури початку 19 сторіччя.
Серед ін. відмітних місць і місцин села — старий дуб (його називають Остаповий), 3 ставки (Стінки, Яри, Сад).
Братська могила рад. воїнів, що загинули 1941 при обороні села, та пам'ятник воїнам-односельцям, які полягли (180 чол.) на фронтах Великої Вітчизн. війни (1967).

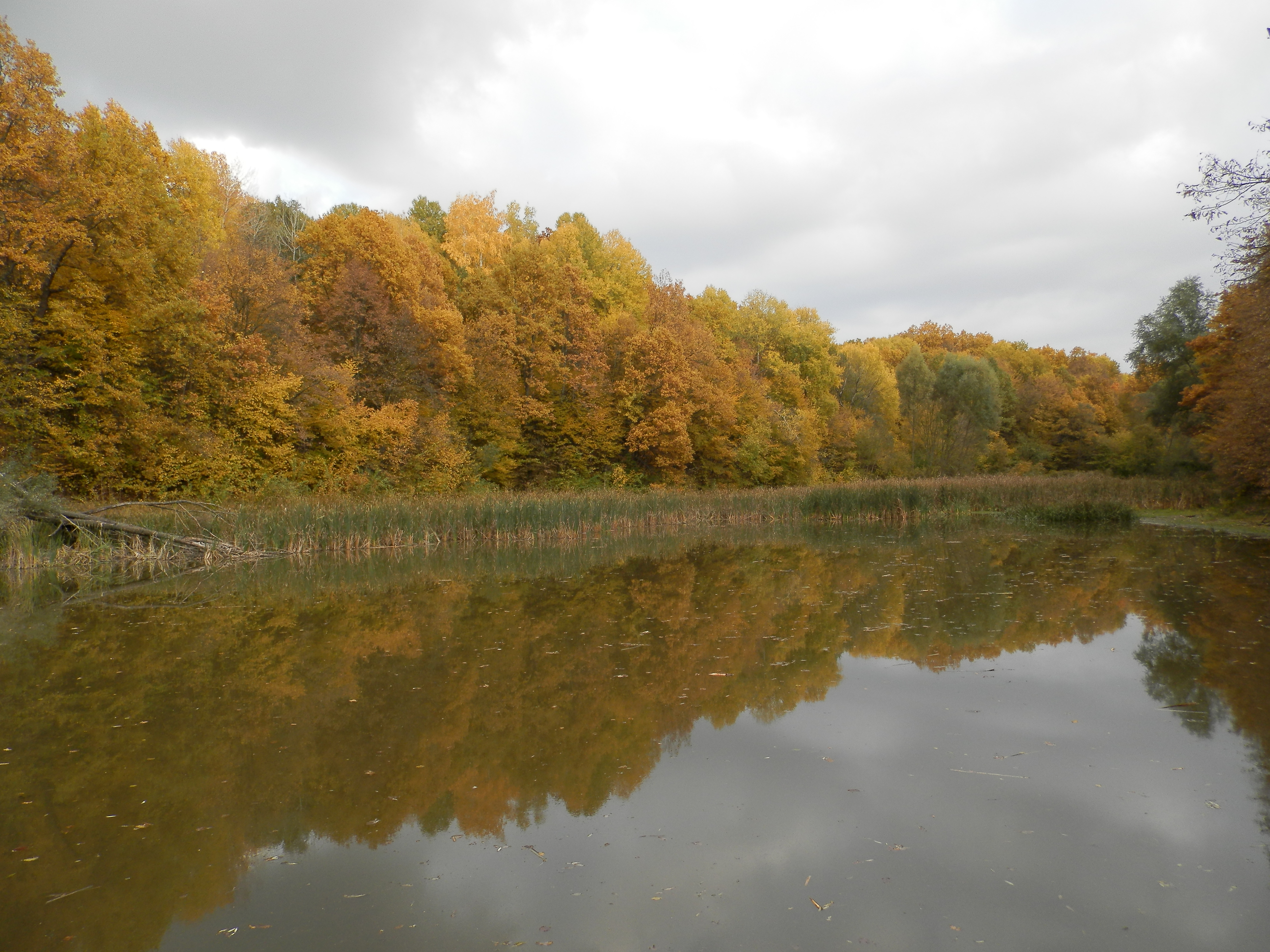
Ставок Яри 11.10.2013

В грудні 2008 року в сільській дев'ятирічній школі (зош) навчалося 30 учнів (персонал закладу становив 10 учителів, 3 кочегари, кухарка і прибиральниця).
Станом на 25.12.2013 в школі села Луговики навчається 24 учні при не змінній кількості персоналу з 2008 року.

## Односельці
- Долгополова Ніна Андріївна (1941) — бригадир молочнотоварної ферми радгоспу імені Пархоменка Краснодонського району Луганської області. Депутат Верховної Ради УРСР 8—10-го скликань.
- Павленко Ганна Адольфівна, 1897 р. н., м. Київ, німкеня, із службовців, освіта середня. Проживала у с. Луговики Чорнухинського р-ну Полтавської обл. Вчителька. Заарештована 17 грудня 1937 р. Засуджена Особливою нарадою при НКВС СРСР 9 лютого 1938 р. за ст. 54-10 ч. 1 КК УРСР до 10 років позбавлення волі. Реабілітована Полтавською обласною прокуратурою 27 листопада 1989 р.
- Павленко Олексій Павлович, 1922 р. н., с. Луговики Чорнухинського р-ну Полтавської обл., українець, із селян, освіта неповна середня. Червоноармієць. Заарештований 21 липня 1942 р. Засуджений Військовим трибуналом 26-ї стрілецької дивізії 20 жовтня 1942 р. за ст. 58-1 КК РРФСР до 10 років позбавлення волі з поразкою в правах на 5 років. Реабілітований Військовою прокуратурою Ленінградського ВО 23 березня 1992 р.
- Павленко Петро Омелянович, 1873 р. н., с. Луговики Чорнухинського р-ну Полтавської обл., українець, із селян, освіта початкова. Проживав у с. Луговики. Колгоспник. Заарештований 7 вересня 1937 р. Засуджений Особливою трійкою при УНКВС Харківської обл. 19 вересня 1937 р. за ст. 54-10 ч. 1 КК УРСР до 10 років позбавлення волі. Реабілітований Полтавською обласною прокуратурою 20 грудня 1989 р.
- Павленко Степан Петрович, 1896 р. н., с. Луговики Чорнухинського р-ну Полтавської обл., українець, із селян, малописьменний. Проживав у с. Луговики. Колгоспник. Заарештований 6 вересня 1937 р. Засуджений Особливою трійкою при УНКВС Харківської обл. 19 жовтня 1937 р. за ст. 54-10 ч. 1 КК УРСР до 10 років позбавлення волі. Реабілітований Полтавською обласною прокуратурою 13 грудня 1989 р.
- [3] Шукаємо родичів Засудженої Павленко Анни Адольфівни та її чоловіка Павленко Василя Івановича.Це наші бабуся і дідусь. Вони мали двох дітей (Ольгу та Надію). Може хтось із рідні діда проживає в Луговиках? Телефон для зв'язку: +420 776 483 547 ( Микола) Буду вдячний за відповідь